# 239 Adrastea
Adrastea /ædrəˈstiːə/ (định danh hành tinh vi hình: 239 Adrastea) là một tiểu hành tinh ở vành đai chính. Ngày 18 tháng 8 năm 1884, nhà thiên văn học người Áo Johann Palisa phát hiện tiểu hành tinh Adrastea khi ông thực hiện quan sát ở Viên và đặt tên nó theo tên nữ thần Adrasteia trong thần thoại Hy Lạp.